# Poolambadi
Poolambadi è una suddivisione dell'India, classificata come town panchayat, di 10.081 abitanti, situata nel distretto di Perambalur, nello stato federato del Tamil Nadu. In base al numero di abitanti la città rientra nella classe IV (da 10.000 a 19.999 persone).

## Geografia fisica
La città è situata a 11° 24' 37 N e 78° 41' 41 E.

## Società

### Evoluzione demografica
Al censimento del 2001 la popolazione di Poolambadi assommava a 10.081 persone, delle quali 5.063 maschi e 5.018 femmine. I bambini di età inferiore o uguale ai sei anni assommavano a 995, dei quali 524 maschi e 471 femmine. Infine, coloro che erano in grado di saper almeno leggere e scrivere erano 6.044, dei quali 3.529 maschi e 2.515 femmine.